# Що Росія має зробити з Україною
«Що Росія має зробити з Україною» (рос. «Что Россия должна сделать с Украиной») — стаття російського політтехнолога Тимофія Сергейцева, яка закликає до цілковитого знищення України як держави та етноциду українців. Опублікована на сайті російського державного агентства новин РИА Новости 3 квітня 2022 року, під час повномасштабного російського вторгнення в Україну.
Стаття викликала міжнародний резонанс і засудження.

## Автор
Автор тексту, Тимофій Сергейцев, у 1998—2000 роках консультував проєкти зятя Леоніда Кучми і олігарха Віктора Пінчука, а також займав посаду члена ради директорів його компанії «Інтерпайп». У 1998 році Сєргєйцев займався парламентською виборчою кампанією Віктора Пінчука в Україні. У 1999 році працював у виборчому штабі Леоніда Кучми. У вересні 2004 року був консультантом Віктора Януковича. У 2010 року працював у штабі кандидата у президенти Арсенія Яценюка.
У 2007 році Сєргєйцев та його соратник Дмитро Куліков опублікували статтю у журналі «Профиль», у якій стверджували, що «Україна це виключно продукт діяльності радянської влади» і що «делегітимізація радянського періоду автоматично веде до дефрагментації держави Україна в нинішньому вигляді».
У 2012 році вийшов російський фільм «Матч», продюсером і сценаристом якого був Тімофєй Сєргєйцев. Стрічку критикували за україноненависництво. У 2014 році її заборонили на території України як пропагандистську.

## Зміст
Протягом усієї статті українці позиціонуються як «пасивні посібники нацистської влади», які, оскільки технічно усі не зможуть понести покарання, підлягають «перевихованню та денацифікації», що включає в себе:
- воєнну присутність Росії на території України;
- знищення української державності, створення на території України низки «народних республік», повністю підконтрольних Росії;
- знищення теперішньої української влади;
- жорстка цензура у політичній, культурній та освітній сфері;
- реставрація соціалізму радянського зразка;
- терор проти місцевого населення — створення «народних міліцій», репресії проти противників окупаційної влади, примусові роботи для населення по відновленню знищеної росіянами інфраструктури;
- заборона самої назви «Україна»;
- кінцевий етап — остаточна асиміляція українців та інтеграція України в «російську цивілізацію».

Автор вважає, що на втілення цього плану знадобиться щонайменше 25 років. У статті постійно наголошується на «штучності» Української держави та нації, існування яких «немає жодного цивілізаційного підґрунтя», а прагнення України до незалежності завжди завершується нацизмом. Крім національного і етнічного, автор цілком вітає і фізичне винищення українців. Громадян, які стали на захист своєї держави стаття пропонує якнайбільше знищувати на полі бою, а цивільне населення повинно по максимуму пережити всі тяготи війни.

На відміну, скажімо, від Грузії і країн Прибалтики, Україна, як показала історія, неможлива у якості національної держави, а спроби таку створити закономірно приводять до нацизму.
Оригінальний текст (рос.)
В отличие, скажем, от Грузии и стран Прибалтики, Украина, как показала история, невозможна в качестве национального государства, а попытки "построить" таковое закономерно приводят к нацизму.

Нацисти, що взяли до рук зброю, повинні бути по максимуму знищені на полі бою. (…) Соціальне «болото», яке активно чи пасивно підтримали її ["бандерівську верхівку"] дієво чи бездіяльно, повинно пережити всі тяготи війни і засвоїти пережитий досвід як історичний урок і спокуту своєї провини.
Оригінальний текст (рос.)
Нацисты, взявшие в руки оружие, должны быть по максимуму уничтожены на поле боя. (...) Социальное "болото", активно и пассивно ее поддержавшие действием и бездействием, должно пережить все тяготы войны и усвоить пережитый опыт как исторический урок и искупление своей вины.

## Реакція
Президент України Володимир Зеленський заявив, що стаття є доказом планів Російської Федерації провести геноцид громадян України. Він зазначив, що для позначення геноциду українців у статті вжито терміни «деукраїнізація» і «деєвропеїзація». На його думку, це один з доказів для майбутнього трибуналу проти російських воєнних злочинців.
Міністр культури та інформаційної політики Олександр Ткаченко прокоментував: «Цинічно, що автор розповідає про начебто нацизм в Україні. Коли ми бачимо дзеркально протилежні факти: Росія масово знищує українців за національною приналежністю. І як це називати? Я відповім одразу: геноцид українського народу з боку Росії».
Глава МЗС Латвії Едгарс Рінкевичс назвав статтю «звичайним фашизмом».
На думку колишнього посла Канади до України Романа Ващука: «Це, по суті, риторична „ліцензія на вбиство“».
Через кілька днів після видання, Дмитро Медведєв, заступник голови Ради Безпеки Ради Росії, підтвердив основні пункти статті. За словами Медведєва, «пристрасний сегмент українського суспільства молився до третього рейху», Україна є нацистською державою, як третій рейх, і вона повинна бути «денацифікованою», і результатом буде розвал України як держави. Медведєв стверджує, що колапс — це шлях до «відкритих Євразії з Лісабона до Владивостока».
Депутат Бундестагу Томас Гайльманн подав на автора статті заяву до прокуратури Берліна. На його думку, стаття може порушувати «Конвенцію про запобігання злочину геноциду та покарання за нього».

## Аналіз
За словами Міки Аалтоли, директора Фінського інституту міжнародних відносин, стаття показала, що російська військова пропаганда «розвивається у тривожному напрямку».
Російське видання «Meduza» назвало статтю «схематичним планом геноциду» українців.
За словами Оксфордського експерта з російських справ Самуель Рамані, стаття «представляє основне кремлівське мислення».
Американський історик Тімоті Снайдер зазначив у Твіттері, що текст «виступає за ліквідацію українського народу як такого». Пізніше він зауважив, що стаття оперує особливим російським визначенням «нацизму»: «Нацист — це українець, який відмовляється визнати себе росіянином». На його думку, стаття розкриває геноцидальні наміри Росії.

## Першоджерело
- Сергейцев, Тимофей (03.04.2022). Что Россия должна сделать с Украиной. РИА Новости. Архів оригіналу за 03.04.2022.